# Letestudoxa lanuginosa
Letestudoxa lanuginosa Le Thomas – gatunek rośliny z rodziny flaszowcowatych (Annonaceae Juss.). Występuje naturalnie w południowej części Kamerunu oraz w północnym Gabonie. 

## Morfologia
PokrójZimozielone i zdrewniałe liany. Gałęzie są owłosione.
LiścieMają kształt od podłużnego do podłużnie odwrotnie jajowatego. Mierzą 14–25 cm długości oraz 5,5–12 cm szerokości. Są skórzaste, owłosione od spodu. Nasada liścia jest od zaokrąglonej do prawie sercowatej. Blaszka liściowa jest o zaokrąglonym lub pofałdowanym wierzchołku. Ogonek liściowy jest owłosiony i dorasta do 7–10 mm długości.
KwiatySą pojedyncze, rozwijają się w kątach pędów. Płatki mają kształt od owalnego do prawie okrągłego i ciemnoróżową barwę, osiągają do 4–5 cm długości. Pręciki mają krótkie nitki pręcikowe (filamentum). Kwiaty mają owłosione owocolistki o cylindrycznym kształcie.

## Biologia i ekologia
Rośnie w wilgotnych lasach.